# Hamed Bakayoko
Hamed Bakayoko (Abiyán, Costa de Marfil, 8 de marzo de 1965 - Friburgo de Brisgovia, Alemania, 10 de marzo de 2021) fue un político marfileño, primer ministro de Costa de Marfil desde el 8 de julio de 2020 hasta su fallecimiento el 10 de marzo de 2021.

## Biografía
Bajo el gobierno de Alassane Ouattara, desempeñó anteriormente los cargos de Ministro del Interior y la Seguridad (2011-2017) y Ministro de Defensa (2017-actualidad). Asimismo, desde 2018 se desempeña como alcalde de Abobo. 
Bakayoko asumió el cargo de Primer ministro de Costa de Marfil interinamente el 8 de julio de 2020 tras el repentino fallecimiento del titular Amadou Gon Coulibaly y fue confirmado para el puesto el 30 de julio de 2020.
En marzo de 2021, según informó la Deutsche Welle, Hamed Bakayoko fue atendido en el Centro Hospitalario Universitario (CHU) de Friburgo de Brisgovia el 6 de marzo de 2021. Allí estaría recibiendo tratamiento contra el cáncer y estaría "en estado crítico condición", según los medios alemanes.
Falleció el 10 de marzo de 2021 en Alemania, lugar donde se estaba tratando un cáncer, dos días después de su cumpleaños.

## Vida personal
Bakayoko anunció el 6 de abril de 2020 que había dado positivo por COVID-19, seguido el 17 de abril por un anuncio de que se había recuperado por completo.
Bakayoko fue un gran maestro en la Gran Logia de Costa de Marfil.